# Карнобат (община)
Карнобат (болг. Община Карнобат) — община в Болгарии. Входит в состав Бургасской области. Население составляет 27 855 человек (на 15 мая 2008 года).
Кмет (мэр) общины Карнобат — Георги Иванов Димитров (Болгарская социалистическая партия (БСП)) по результатам выборов 2007 года.
Площадь территории общины 806 км². Реки — Мочурица и Русокастренска. Средняя высота над уровнем моря — 217 м.

## Состав общины
В состав общины входят следующие населённые пункты:
1. Аспарухово
2. Венец
3. Глумче
4. Деветак
5. Деветинци
6. Детелина
7. Добриново
8. Драганци
9. Драгово
10. Екзарх-Антимово
11. Железник
12. Житосвят
13. Зимен
14. Искра
15. Карнобат
16. Кликач
17. Козаре
18. Крумово-Градиште
19. Крушово
20. Мыдрино
21. Невестино
22. Огнен
23. Раклица
24. Сан-Стефано
25. Сигмен
26. Смолник
27. Соколово
28. Сырнево
29. Хаджиите
30. Церковски
31. Черково